# Patrick Rambaud

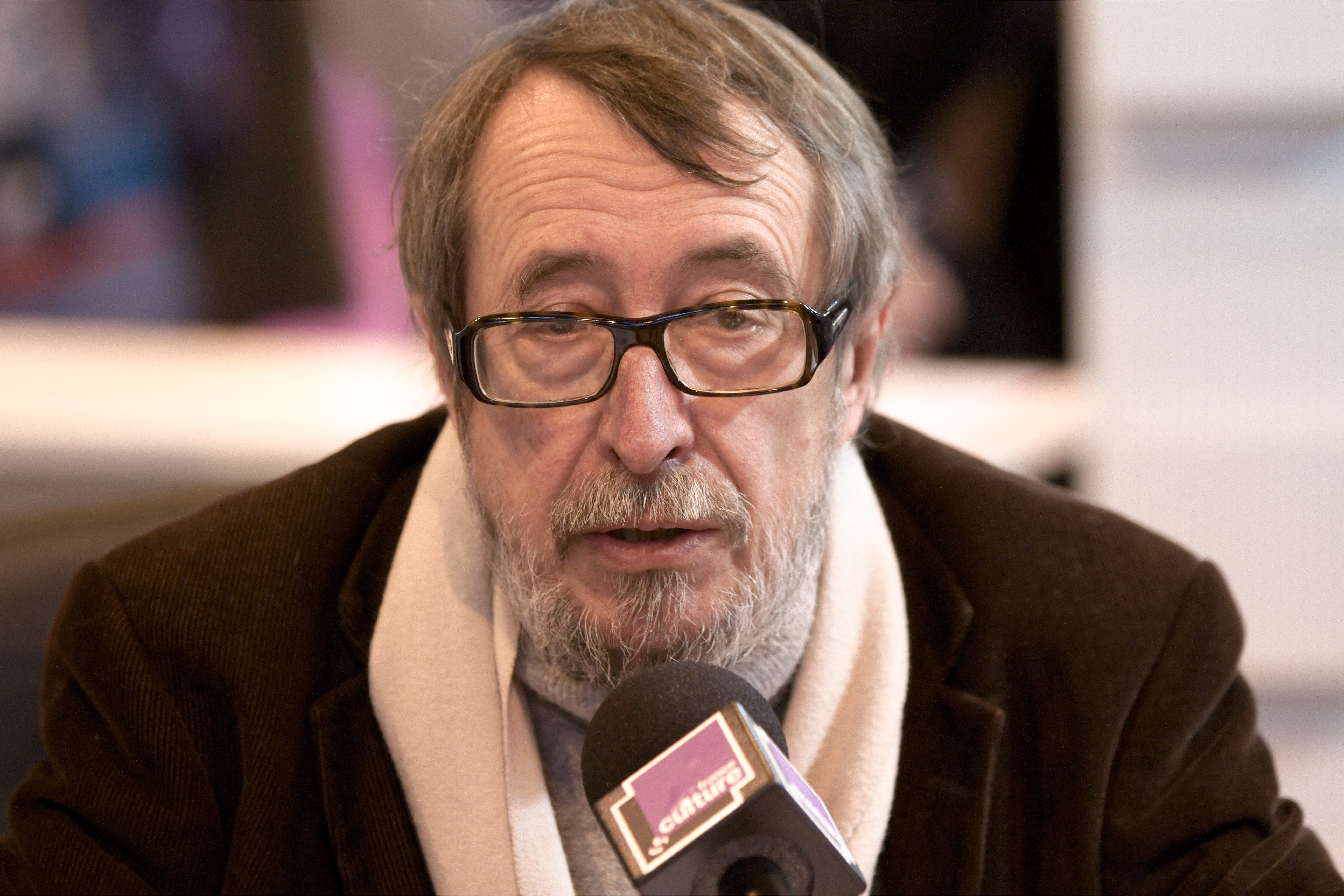
Patrick Rambaud

Patrick Rambaud (* 21. April 1946 in Paris) ist ein französischer Schriftsteller.
Rambaud arbeitete zuerst als Filmkritiker, war Mitbegründer der Zeitschrift Actuel, verfasste Drehbücher und Theaterstücke und schrieb eine Trilogie über die Napoleonische Zeit.
1997 erhielt er für seinen Roman la Bataille (dt.: "Die Schlacht") den Prix Goncourt und den Grand Prix du Roman der Académie française. 2000 erschien der zweite Band der Trilogie Il neigeait und im Jahre 2003 l’Absent.Von 2008 bis 2023 war Rambaud Mitglied der Académie Goncourt.